# Маєра
Маєра́ (італ. Maierà, сиц. Majerà) — муніципалітет в Італії, у регіоні Калабрія, провінція Козенца.
Маєра розташована на відстані близько 380 км на південний схід від Рима, 115 км на північний захід від Катандзаро, 60 км на північний захід від Козенци.
Населення — 1245 осіб (2014).

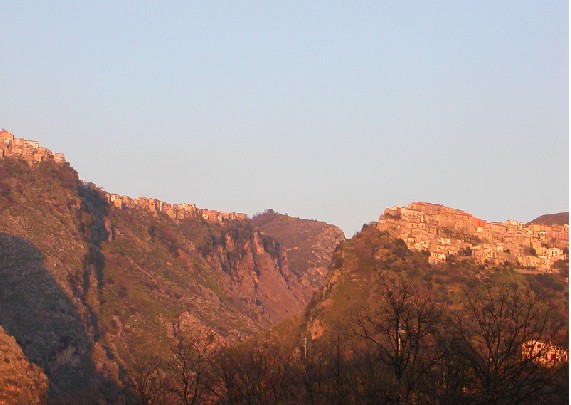

Щорічний фестиваль відбувається 16 липня. Покровитель — Madonna del Carmine.

## Демографія
Населення за роками:

Станом на 1 січня 2023 року в муніципалітеті офіційно проживали 24 іноземці з 11 країн, серед них 8 громадян країн Євросоюзу та 4 громадяни України.

## Сусідні муніципалітети
- Буонвічино
- Діаманте
- Гризолія